# Antônio Marcos dos Santos
Antônio Marcos dos Santos (Belo Horizonte, 7 de abril de 1970), mais conhecido por Tita, é um ex-futebolista brasileiro que atuava como zagueiro.

## Carreira
Tita começou sua carreira futebolística em 1983 no Atlético Mineiro.
Em 1984 foi jogar no Flamengo, onde conquistou diversos títulos na base, com destaque para o título da Copa São Paulo de Futebol Júnior de 1990, fazendo parte do plantel que é considerado, até hoje, o maior time da história da Copinha. Ainda em 1990, subiu para os profissionais, fazendo parte do elenco que foi Campeão da Copa do Brasil em 1990, do Cariocão de 1991 e do Brasileiro em 1992.
Depois do Flamengo, Tita jogou ainda no Fluminense de Feira de Santana e no Madureira.

## Títulos

### Categorias de Base
Flamengo
- 1984 - Campeão Brasileiro mirim
- 1985 - Campeão Brasileiro juvenil
- 1986 - Campeão da Mini copa do Mundo no Marrocos
- 1987 - Campeão estadual júnior
- 1990 - Campeão Copa São Paulo de Futebol Júnior

### Profissionais
Flamengo
- 1990 - Campeão da Copa do Brasil
- 1991 - Campeonato Carioca
- 1992 - Campeão Campeonato Brasileiro